# Карел Цудлін
Карел Цудлін (нар. 28 червня 1960, Прага) — чеський фотограф.
Навчався на факультеті кіно та телебачення Академії музичних мистецтв у Празі (FAMU).
З 1997—2003 рік був одним із офіційних фотографів президента Вацлава Гавла.
З 1991 року подорожує Україною та фотографію її різні місця. Зокрема, у вересня 2024 року в межах проєкту «Чеські сни» у Львові презентував свої роботи в електронному форматі.